# Clatrínides
Els clatrínides (Clathrinida) són un ordre d'esponges calcàries, exclusivament marines. Aquestes esponges tenen una estructura asconoide i no tenen una veritable membrana dèrmica o còrtex. L'espongiocel està revestit amb coanòcits.

## Taxonomia
L'ordre Clathrinida inclou 230 espècies en sis famílies:
- Família Clathrinidae Minchin, 1900
- Família Dendyidae Laubenfels, 1936
- Família Leucaltidae Dendy & Row, 1913
- Família Leucascidae Dendy, 1893
- Família Leucettidae Laubenfels, 1936
- Família Levinellidae Borojevic & Boury-Esnault, 1986